# Tricellaria ziczac
Tricellaria ziczac är en mossdjursart som beskrevs av Silén 1941. Tricellaria ziczac ingår i släktet Tricellaria och familjen Candidae. Inga underarter finns listade i Catalogue of Life.